# Коростенко-Вижнє (гміна)
Гміна Коростенко-Вижнє (пол. Gmina Krościenko Wyżne) — сільська гміна у східній Польщі. Належить до Кросненського повіту Підкарпатського воєводства.
Станом на 31 грудня 2011 у гміні проживало 5462 особи.

## Територія
Згідно з даними за 2007 рік площа гміни становила 16.33 км², у тому числі:
- орні землі: 95.00%
- ліси: 2.00%

Таким чином, площа гміни становить 1.77% площі повіту.

## Населення
Станом на 31 грудня 2011:
| Опис     | Загалом | Загалом | Чоловіки | Чоловіки | Жінки | Жінки |
| -------- | ------- | ------- | -------- | -------- | ----- | ----- |
| одиниця  | осіб    | %       | осіб     | %        | осіб  | %     |
| все      | 5462    | 100     | 2692     | 49.29    | 2770  | 50.71 |
| міське   | 0       | 100     | 0        |          | 0     |       |
| сільське | 5462    | 100     | 2692     | 49.29    | 2770  | 50.71 |

## Населені пункти
Кросьценко Вижнє, Пустини

## Сусідні гміни
Гміна Коростенко-Вижнє межує з такими гмінами: Гачув, Корчина, Мейсце-П'ястове.